# 장양베이루역

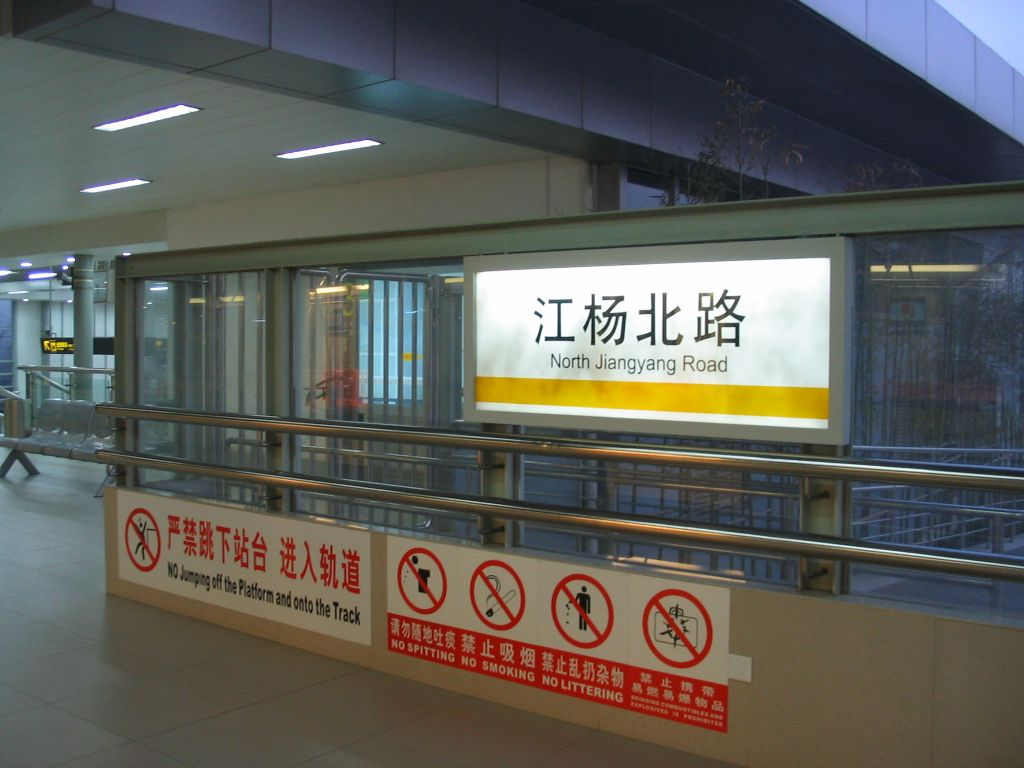

장양베이루역(중국어: 江杨北路站, 영어: North Jiangyang Road Station)은 중화인민공화국 상하이 바오산 구 장양베이루(江杨北路)와 쑤이화루(绥化路)에 위치한 지하철 3호선 종점역이다. 지하 측식 양쪽 역사 구조로 되어 있으며, 3호선의 북쪽 기점이다.

## 역사
- 2006년 12월 18일 3호선 역사 오픈

## 지하철역
- 상하이 지하철 3호선

## 역구조
2면 2선의 지하 측식 역사이다.

## 대중 교통 환승
- 강월선, 팽강선, 영라선
- 보산8로, 보산10로
- 송라전선, 송경전선, 송가선, 송가전선

## 출구
- 1번 출구 하나뿐이며, 장양베이루 동쪽, 푸진루 북쪽으로 통한다.